# Alcek
Alcek, noto anche con lo pseudonimo di Alzeco (latino:  Alzeco, Alcek, Aldigar, Altsek, Altzek, Alzec, Altsikurs, bulgaro: Алцек, italiano: Alzecone; fl. VIII secolo), è stato uno dei capi (duca per Paolo Diacono) dell'orda proto-bulgara che si stabilì nei villaggi di Gallo Matese, Sepino, Bojano e Isernia nei Monti del Matese dell'Italia meridionale e nel Basso Cilento fondando il villaggio di Celle di Bulgheria, ai piedi dell'omonimo monte.

## Biografia
Secondo Teofane Confessore, Alcek sarebbe stato il fratello del Khan Asparuch e il quinto e ultimo figlio del Khan Kubrat. Dopo il crollo della Grande Bulgaria Antica, una parte dei Proto-bulgari guidata da lui si stabilì nelle terre del Regno longobardo.
Nella sua Historia Langobardorum Paolo Diacono descrive la  migrazione dei Proto-bulgari nel Ducato di Benevento: sotto la guida del Khan Alcek, essi si recarono dal re dei Longobardi, Grimoaldo I (662 – 671). Il sovrano nominò Alcek gastaldo e lo inviò dal figlio Romualdo I a Benevento. Alcek si stabilì con il suo popolo a Sepino, Bojano e Isernia, nel territorio dell'attuale Molise. Tuttavia, Paolo Diacono non fornisce informazioni precise sulla provenienza dei Proto-bulgari di Alcek, e scarseggiano maggiori informazioni a riguardo.

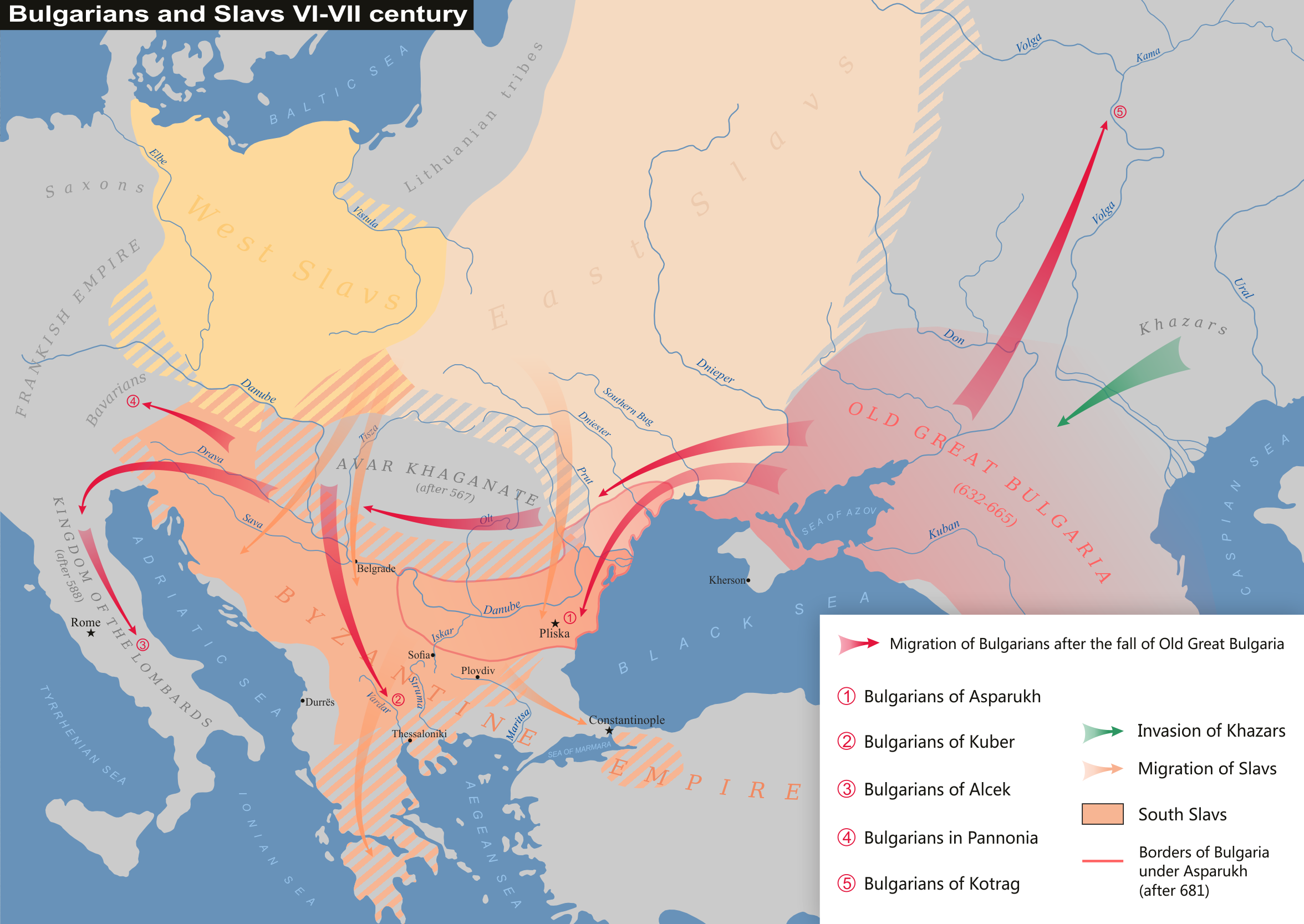
Gli insediamenti dei proto-bulgari e degli slavi nel VI-VII sec.

Un altro khan di nome Alcek (Alciocus, forma latinizzata di Alcek) è noto agli studiosi come capo dei Proto-bulgari nel Khanato degli Avari. Una delle fonti principali a riguardo è la Cronaca di Fredegario. Nel 631 scoppiò una guerra tra i Proto-bulgari di Alcek e i capi avari per il controllo del trono, nella quale i Proto-bulgari furono sconfitti e si rifugiarono in Baviera. Il re franco Dagoberto I concesse ad Alcek di stabilirsi lì con la sua gente, ma ordinò ai suoi comandanti di massacrarli durante la notte. I Bavaresi, allora soggetti ai Franchi, eseguirono l’ordine, sterminando gran parte dei Proto-bulgari. Secondo l'ipotesi dello storico tedesco Heinrich Kunstmann, i resti di quasi 6.000 vittime non identificate, rinvenuti nel XIII secolo nel cimitero dell'Abbazia di San Floriano (Alta Austria), apparterrebbero proprio ai Proto-bulgari assassinati. Dei 9.000 Proto-bulgari di Alcek, solo 700 riuscirono a sopravvivere al massacro, attraversarono le Alpi e si stabilirono in Italia. Il re dei Longobardi Grimoaldo I nominò Alcek gastaldo (governatore) e lo affidò al figlio Romualdo I a Benevento. Alcek vi si stabilì nel 668 con il suo popolo, fondando le città di Saepinum (Sepino), Bovianum (Bojano) ed Esernia (Isernia), nell'attuale Molise. Questo piccolo gruppo proto-bulgaro si insediò inizialmente nella cosiddetta Pentapoli tra Venezia e Ravenna, per poi migrare verso sud, in Campania, fino a raggiungere le aree tra Bari e Metaponto, di fronte alla Sicilia. I nobili proto-bulgari conservarono la coscienza delle proprie origini: Paolo Diacono, nella sua Historia Langobardorum, scrive che i loro discendenti parlavano ancora il proprio idioma originario, insieme al latino.

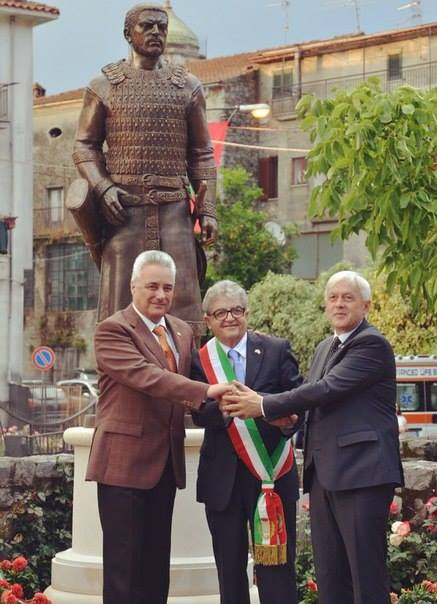
L'inaugurazione del monumento dedicato ad Alzeco a Celle di Bulgheria.

Ancora oggi, i toponimi di alcune zone dell'Italia meridionale sono collegati ai Proto-bulgari del VII secolo. La popolazione locale ha conservato costumi, usanze, strumenti musicali come la cornamusa, e parole di origine proto-bulgara. Le tombe ti tipo steppico-nomade, insieme alle sepolture equine risalenti alla seconda metà dell'VIII secolo, attestano la presenza proto-bulgara nel territorio molisano. Tra il 1987 e il 2007 a Vicenne (Campochiaro) è stata scoperta e studiata una grande necropoli proto-bulgara, comprendente la tomba di Alcek. I reperti rinvenuti sono oggi conservati nel museo di Campobasso. L'8 giugno 2016 è stato inaugurato a Celle di Bulgheria un monumento dedicato al Khan Alcek, opera dello scultore bulgaro Diško Diškov.